# Alle (Belgique)
Pour les articles homonymes, voir Alle.
Alle (en wallon Aule) ou Alle-sur-Semois est une section et un village de la commune belge de Vresse-sur-Semois située en Région wallonne dans la province de Namur. Le village est traversé par la Semois, un affluent de la Meuse.

## Géographie
Altitude au seuil de l'église : 196 m.
Village de la rive gauche de la Semois situé en Haute Belgique en Ardenne méridionale, le village s'étend dans l'étroite plaine alluviale de la Semois et plus précisément dans le bras mort asséché d'un ancien méandre de la Semois.  Cette caractéristique reste imprimée dans le paysage avec la butte témoin du Petit Monceau (Petit Moncey) que contournait jadis le Semois. 

## Évolution démographique
- Source: DGS, 1831 à 1970=recensements population, 1976= habitants au 31 décembre
- 1970: Annexion au 1 janvier 1965 de Chairière et Mouzaive

## Histoire
Par arrêté royal du 18 juin 1964 (Moniteur belge du 26 juin 1964) , la commune d'Alle fit l'objet d'une première opération de fusion avec Chairière et Mouzaive. À la fusion des communes de 1977, la section d'Alle rejoindra Vresse-sur-Semois.

## Patrimoine et culture

### Patrimoine architectural
Jadis, rejoindre Alle de la rive droite de la Semois nécessitait la traversée à gué de la rivière.  D’amont en aval on trouvait :
- le gué de Hour reliant Laviot à Alle via Laplet, doté au XIXe siècle d’un pont de claies pour permettre au personnel des ardoisières toutes proches de rejoindre leur lieu de travail. Le pont de claies, en place uniquement à la belle saison, fut remplacé par un service de barque avec passeur afin d’assurer la continuité du passage.
- le gué de Alle, surveillé par la redoute du rocher du Corps de Garde et remplacé par le pont qu’emprunte la N 945.

## Économie

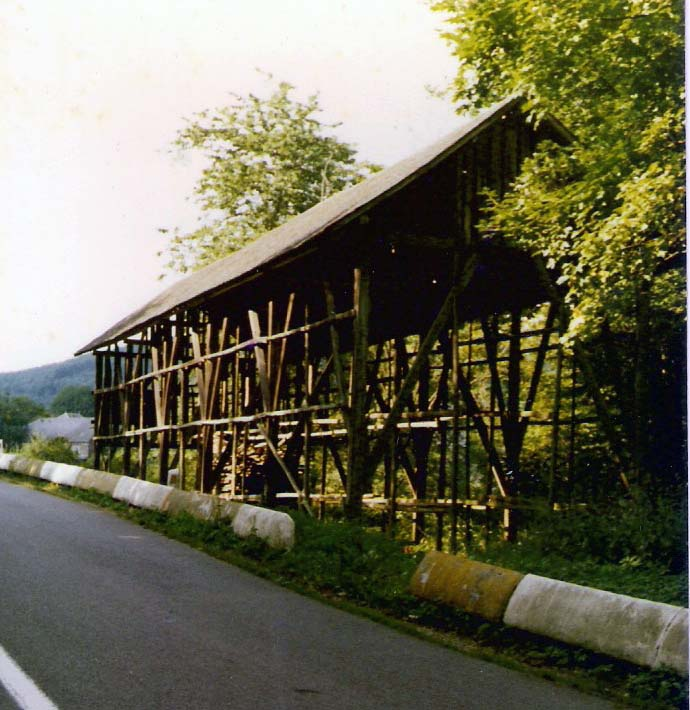
Ancien séchoir à tabac.

Joseph Pierret, instituteur du village d'Alle, tente à partir de 1855 de cultiver le tabac à grande échelle. Progressivement, son succès incite de nombreux habitants de la vallée de la Semois à l'imiter. Des séchoirs à tabac sont témoins de ce passé.

## Personnalités
- Le Docteur Théodule Delogne, (1854-1936), folkloriste de la Basse-Semois, y a exercé, y est décédé et y est inhumé.